# Gudea van Lagash

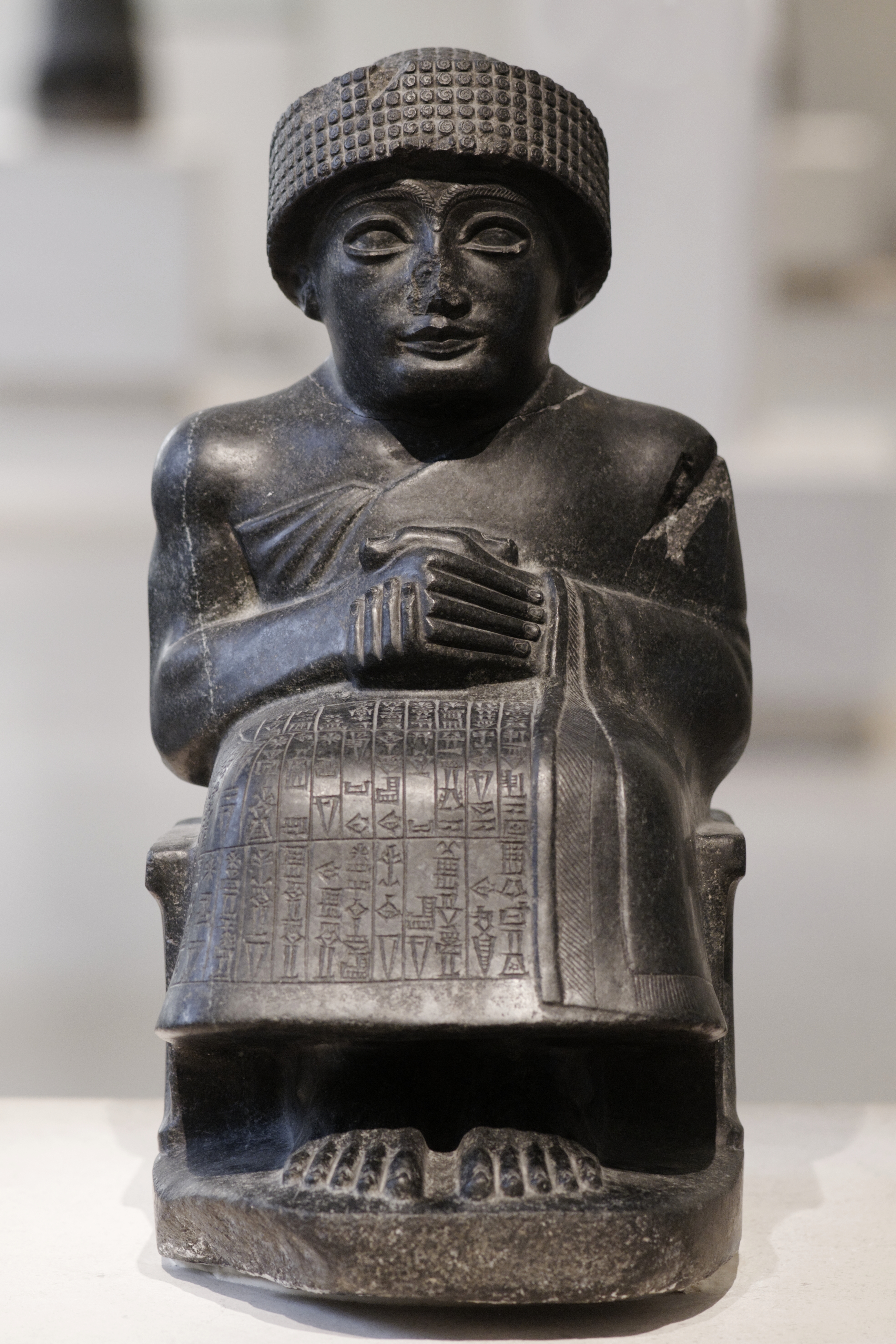
Gudea van Lagash.

Gudea (ca. 2140-2122 v.Chr.) was een ensi van Lagash in Soemer.
Gudea was een vazal van de laatste vorsten van de Guti, maar in zijn tijd begon de greep die de Guti hadden op de individuele stadstaten danig te verzwakken. Gudea kon daarom goeddeels zijn eigen gang gaan. Hij was een goed bestuurder die veel deed om de stad Lagash weer tot bloei te brengen. Van hem zijn een groot aantal standbeelden gevonden. Hij werd opgevolgd door zijn zoon Ur-Ningirsu.

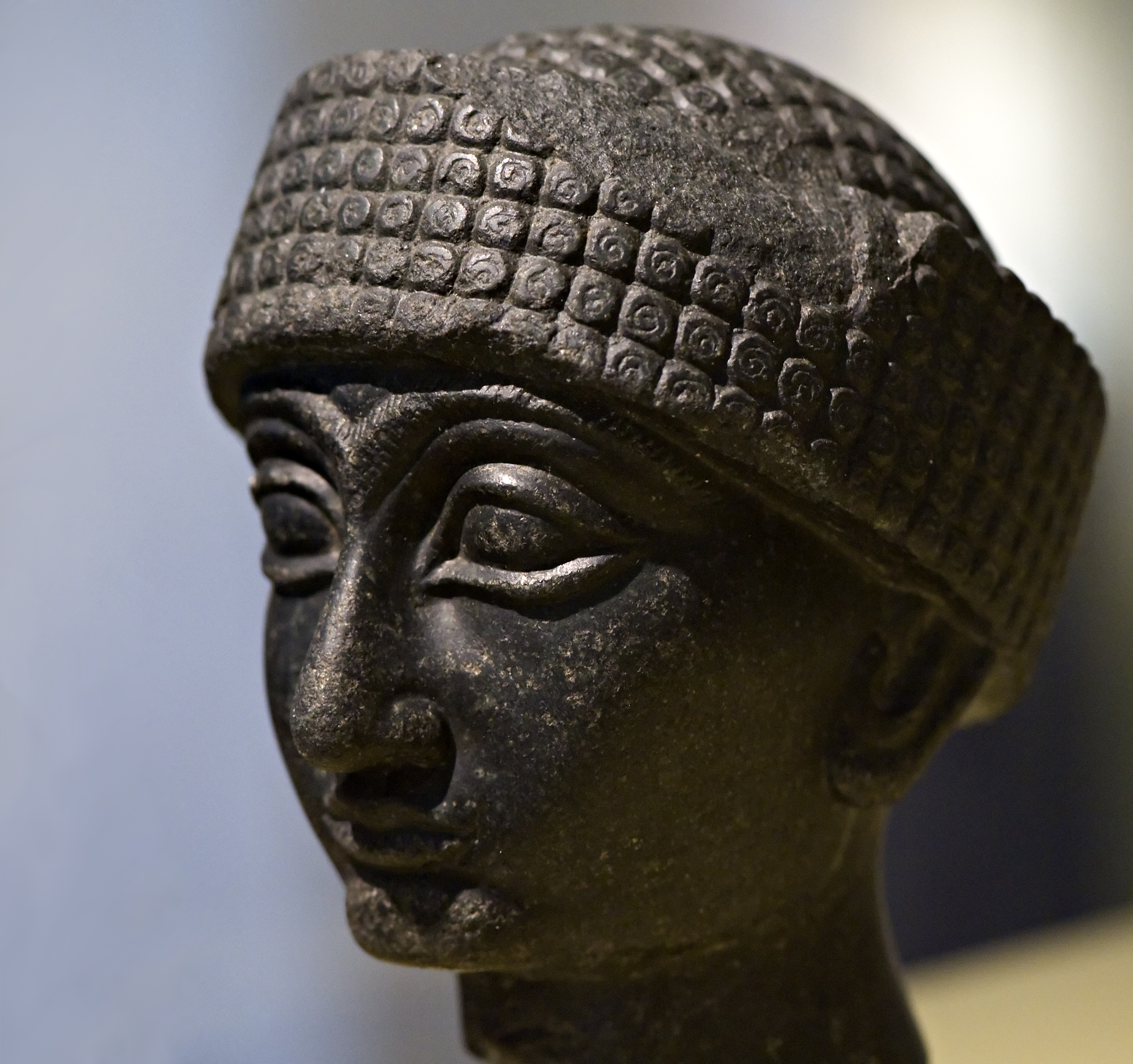
Kop van de Mesopotamische koning Gudea van Lagash, RMO Leiden, 2100 v.Chr., Diorite, Lagash, Zuid-Irak